# أولاد عيسى (أولاد عزيز)
أولاد عيسى هو دُوَّار يقع بجماعة السهول، عمالة سلا، جهة الرباط سلا القنيطرة في المملكة المغربية. ينتمي الدوّار لمشيخة أولاد عزيز التي تضم 7 دواوير. يقدر عدد سكانه بـ 270 نسمة حسب الإحصاء الرسمي للسكان والسكنى لسنة 2004.

## روابط خارجية
- البوابة الوطنية للجماعات الترابية
- المندوبية السامية للتخطيط